# Kyrkan i Wales
Kyrkan i Wales (engelska: Church in Wales, kymriska: Yr Eglwys yng Nghymru) är ett anglikanskt trossamfund.
En kristen kyrka i den romerska provinsen Britannia är känd sedan 200-talets början. Den walesiska kyrkans skyddshelgon är David av Menevia, ett inhemskt helgon på 500-talet, som var den förste biskopen av Saint David’s. Även de tre övriga gamla stiften, Bangor, Saint Asaph’s och Llandaff, härrör från 500-talet. Det världsliga inlemmandet av Wales i det engelska kungariket 1284 följdes även av ett inlemmande i kyrkoprovinsen Canterbury, och när Engelska kyrkan blev självständig från påven 1534 innefattade detta även de walesiska stiften.
De fyra dåtida walesiska stiften blev en självständig medlemskyrka i Anglikanska kyrkogemenskapen, fri från staten och med eget kyrkomöte 1920. Sedan självständigheten har två yngre stift, Monmouth respektive Swansea and Brecon styckats av.
En kymrisk bibelöversättning trycktes 1588, och de engelska upplagorna av Den allmänna bönboken, översattes till kymriska 1567 respektive 1664. Den walesiska bönboken (kyrkohandboken) reviderades 1966 och 1984, och en alternativ ordning för eukaristifirandet godkändes av kyrkomötet 2004.
Kyrkan i Wales tillåter sedan 1996 att kvinnor prästvigs, och den första kvinnliga prästen började i januari 1997. År 2008 var mer än 20 % av prästerna kvinnor. Kyrkan godkände 2013 att kvinnor skulle få bli biskopar, och 2017 biskopsvigdes de två första kvinnorna. 
Kyrkans främste företrädare och primat är Ärkebiskopen av Wales, som väljs bland de sex ordinarie stiftsbiskoparna. Ärkebiskopen är både nationell företrädare och lokal stiftsbiskop. Han eller hon leder biskopskollegiets arbete, men är inte överställd de andra utan fungerar som primus inter pares. I juli 2025 valdes biskopen av Monmouth Cherry Vann till ny ärkebiskop. Hon är den första kvinnan på posten.